# Crisilla marioni
Crisilla marioni is een slakkensoort uit de familie van de Rissoidae. De wetenschappelijke naam van de soort is voor het eerst geldig gepubliceerd in 1987 door Fasulo & Gaglini.